# Mylene Fleury
Mylene Fleury (Canadá) é uma ex-ginasta canadense, que competiu em provas de ginástica artística.
Fleury fez parte da equipe canadense que disputou os Jogos de Havana, em Cuba, em 1991. Neles, foi membro da seleção terceira colocada por equipes. Individualmente, subiu ao pódio ainda na disputa das barras assimétricas, empatada com a norte-americana Hillary Anderson e superada pela vencedora da prova, a brasileira Luisa Parente.